# Jonathan Brett
Jonathan Brett (* Juli 1949) ist ein US-amerikanischer Drehbuchautor und Filmproduzent, der 1994 für einen Oscar nominiert war.

## Berufliches
Brett, über dessen Schul- und Ausbildung nichts bekannt ist, machte 1979 als Soundtrack-Koordinator für den Film Rock ’n’ Roll Highschool erstmals auf sich aufmerksam. Der Film erlangte überdauernde Popularität durch die von der Punkrock-Band Ramones beigesteuerte Filmmusik. Diese Position nahm er auch bei dem 1981 veröffentlichten Horrorfilm Luzifer ein. Im Film geht es um Andrew Williams, eine Wiedergeburt des Teufels, der an seinem 18. Geburtstag einen entsetzlichen Rachefeldzug in seinem Heimatort startet. Die Filmkomödie Die Teufelin von 1989 produzierte Brett zusammen mit seiner Lebensgefährtin Susan Seidelman. Seidelman führte auch Regie in dem Film nach Fay Weldons Roman The Life and Loves of a She-Devil mit Roseanne Barr, Meryl Streep und Ed Begley junior in den Hauptrollen.
Für die Filmbiografie Dylan Thomas über den walisischen Schriftsteller, die 1991 veröffentlicht wurde, schrieb Brett das Drehbuch und wirkte als Produzent mit. Die Hauptrollen von Dylan und Caitlin Thomas hatten Gary Oldman und Uma Thurman inne. Den Dokumentarfilm Confessions of a Suburban Girl von 1992, der einen Blick auf Susan Seidelmans Leben in Philadelphia in den 1960er-Jahren wirft, produzierte Brett. Im darauffolgenden Jahr produzierten Brett und Seidelman gemeinsam den Kurzfilm Der flämische Meister, für den sie auch das Drehbuch schrieben. Der Film war Teil der von Regina Ziegler produzierten Reihe Erotic Tales. Er wurde sowohl bei den Filmfestspielen von Cannes als auch beim Telluride Film Festival gezeigt. Das Duo wurde für und mit dem Film in der Kategorie „Bester Kurzfilm“ für einen Oscar nominiert, der jedoch an Pepe Danquart und den Film Schwarzfahrer ging. Der Film thematisiert das Problem der alltäglichen Fremdenfeindlichkeit beziehungsweise des gängigen Rassismus, wobei der Filmtitel als Wortspiel zu verstehen ist. Der flämische Meister hingegen befasst sich mit einer jungen Frau, die von einem flämischen Gemälde so besessen ist, dass sich ihr Leben von Grund auf ändert. Mira Sorvino spielt diese Frau, die im Film kein einziges Wort spricht. Bei Tales of Erotica von 1996 handelt es sich um eine Zusammenstellung von vier erotischen Kurzfilmen unter der Regie von Ken Russell, Susan Seidelman, Melvin Van Peebles und Bob Rafelson, wozu Brett als Drehbuchautor beitrug. Für den Action-Thriller Turbulence von 1997 mit Ray Liotta und Lauren Holly schrieb Brett das Drehbuch. Im Film geht es um eine Flugbegleiterin, die einen Häftlingstransport begleitet. Als es während des Fluges zu einer Schießerei kommt, muss sie einen Serienkiller überlisten, um das Flugzeug dann selbst zu landen.
Für die dramatische Komödie Nancy & Frank – A Manhattan Love Story, die 2002 veröffentlicht wurde, wirkte Brett wiederum am Drehbuch mit. Die titelgebenden Figuren wurden von Hardy Krüger junior und Frances Anderson verkörpert. Das Drehbuch greift auf Hans Werner Kettenbachs Liebesgeschichte Hinter dem Horizont zurück. Die in Ungarn geborene Nancy lebt und studiert inzwischen in New York, wo sie während einer Party auf einer Yacht den deutschen Geschäftsmann Frank kennenlernt. Auch für den Thriller Occupant lieferte Brett das Drehbuch. Van Hansis spielt den jungen New Yorker Danny, der eine alte Wohnung erben soll. Das Erbe ist jedoch mit seltsamen Forderungen verbunden.

## Privates
Jonathan Brett lebt seit 1986 mit der Filmregisseurin, Produzentin und Autorin Susan Seidelman zusammen. Das Paar, das im Großraum New York City lebt, hat einen Sohn namens Oscar, genannt Ozzy, der im Dezember 1989 geboren wurde und inzwischen als Produzent und Videoeditor tätig ist.

## Filmografie (Auswahl)
Drehbuchautor (wenn nicht anders angegeben)
- 1979: Rock ’n’ Roll Highschool (Rock ’n’ Roll High School; nur Soundtrack-Koordinator)
- 1981: Luzifer (nur Soundtrack-Koordinator)
- 1989: Cookie (nur Music Supervisor und Standortassistent)
- 1989: Die Teufelin (She-Devil; nur Produzent)
- 1991: Dylan Thomas (alternativ Dylan; auch Produzent)
- 1992: Confessions of a Suburban Girl (Dokumentarfilm; nur Produzent)
- 1993: Der flämische Meister (The Dutch Master, Kurzfilm, auch Produzent)
- 1996: Tales of Erotica (Segment The Dutch Master)
- 1997: Turbulence
- 2002: Nancy & Frank – A Manhattan Love Story
- 2005: The Boynton Beach Bereavement Club
- 2011: Occupant (auch Produzent)

## Auszeichnung
- Academy Awards, USA 1994
- Oscarnominierung gemeinsam mit Susan Seidelman für und mit dem Film Der flämische Meister